# Dayton (hrabstwo Richland)
Dayton – miasto w Stanach Zjednoczonych, w stanie Wisconsin, w hrabstwie Richland.